# AMD Geode

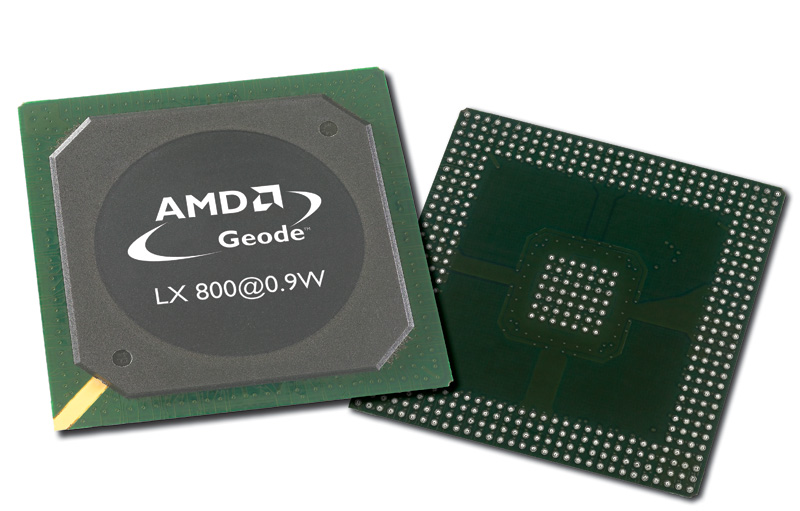
Procesador AMD Geode LX 800 (500MHz, 0,9W).

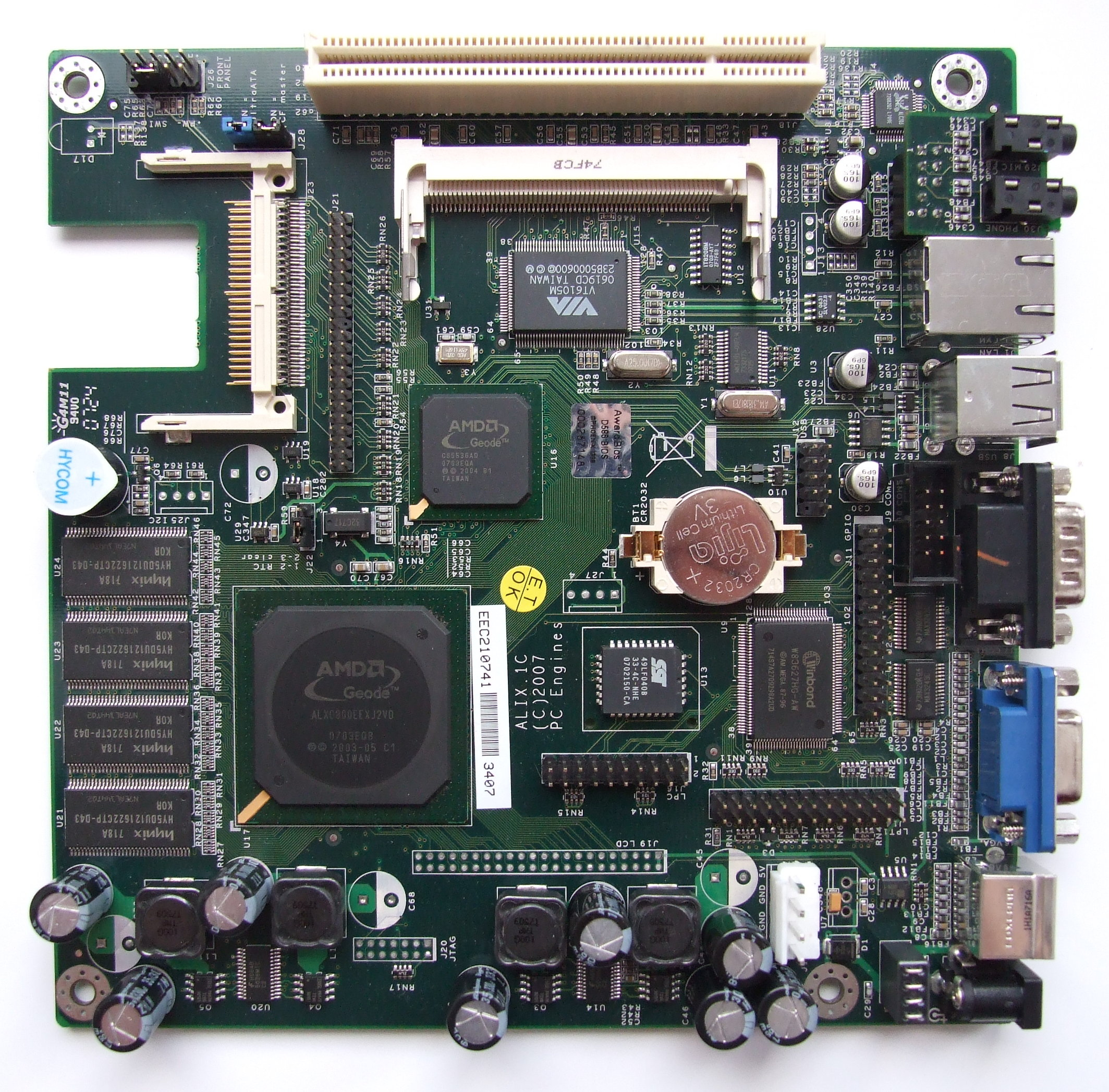
Tarjeta integrada Alix.1C Mini-ITX con AMD Geode LX 800 con memoria Compact Flash, ranuras miniPCI y PCI, interfaz IDE de 44 pines y 256MB de RAM.

Geode es una serie de System on chip "todo en uno" compatibles con el conjunto de instrucciones x86, junto a los componentes de E/S producidos por AMD, dirigidos al mercado de sistemas embebidos.
La serie fue originalmente lanzada por National Semiconductor como la familia Geode en 1999. El núcleo del procesador Geode original se deriva de la plataforma Cyrix MediaGX, que fue adquirida en la fusión de National con Cyrix en 1997. AMD compró el negocio de Geode a National en agosto de 2003 para aumentar su línea existente de procesadores x86 embebidos. AMD amplió la serie Geode a dos clases de procesador: los Geode GX y LX derivados del MediaGX, y el moderno Geode NX derivado del Athlon.
Los procesadores Geode están optimizados para bajo consumo de energía y bajo costo, permanecen compatibles con el software escrito para la plataforma x86. Los procesadores derivados del MediaGX les faltan características modernas como SSE y una caché L1 grande, pero estas se ofrecen en el más reciente Geode NX derivado del Athlon. Los procesadores Geode integran bien algunas de las funciones que normalmente se proporcionan por un conjunto de chips(chipset), como el northbridge. Mientras que la familia de procesadores es mejor para clientes livianos, decodificadores y aplicaciones de computación embebida, se pueden encontrar en aplicaciones inusuales como el robot Nao.
El proyecto One Laptop per Child originalmente utilizó la serie de procesadores Geode GX en el OLPC XO, pero desde entonces se ha movido a la Geode LX. El Linutop está también basado en el Geode LX. 3Com Audrey fue impulsado por un Geode GX1 200 MHz.
La gama de dispositivos Geode SCxxxx son una versión en un solo chip, comparable al SiS 552, al VIA CoreFusion o el Intel Tolapai, que integra la CPU, controlador de memoria, gráficos y dispositivos de E/S en un solo paquete. Placas de un único procesador basadas en estos procesadores son fabricadas por Artec Group, PC Engines (WRAP) y Soekris.
Estos SoC son llamados después Geodes.

### Linux on Geode
- Installing Linux on Geode-based Single-Board Computers
- Linux on Compaq EVO T20 HOWTO
- DEvoSL - DSL on Evo T20 HowTo
- Compaq Evo T20 Notes
- Installing Linux onto the IBM Netvista N2200
- Linux on CASIO Cassiopeia Fiva
- Linux with Cyrix MediaGXm, NSC/AMD Geode GX
- Linuterm Linux-based LTSP client.
- Linux Development on the Pepper Pad 3
- Patching linux with OCF to hook into Geode's AES Security Block Archivado el 25 de diciembre de 2010 en Wayback Machine.
- Pus-pus is a compact Debian-based distribution to run onto the IBM Netvista N2200
- Zeroshell router/firewall appliance Archivado el 27 de junio de 2009 en Wayback Machine.

### NetBSD on Geode
- Wasabi Systems Certified NetBSD port and NAS software

- Datos: Q294967
- Multimedia: Geode (processor) / Q294967